# Centrifugalna sila
Centrifugálna síla (tudi sredobéžna síla, latinsko centrum - središče + fugere - bežati, izogibati se; fugare - pognati v beg, pregnati) je navidezna sila, ki se pojavi na telesih v neinercialnem opazovalnem sistemu, podvrženem krožnemu gibanju. 
Jakost centrifugalne sile je enaka jakosti centripetalne sile, ko gibanje telesa opišemo v inercialnem opazovalnem sistemu, usmerjenost pa je nasprotna, tj. sili proč od osišča. 

## Primeri

### Vozilo na ovinku
Tipičen primer doživetja centrifugalne sile je potnik v vozilu, ki se giba na ovinku. Če na primer vozilo obrne proti desni, potnik občuti silo, ki ga vleče proti levi. Če hoče potnik ostati na istem mestu v vozilu (ki se ne giblje enakomerno premočrtno, torej ni inercialni opazovalni sistem), mora izničiti to navidezno silo z enako in nasprotno silo, npr. s trenjem s sedežem. Če pa gibanje potnika opiše opazovalec, ki stoji na robu ceste (torej je v inercialnem opazovalnem sistemu), navidezne sile ni, obstaja samo centripetalna sila (trenje s sedežem) ki povzroči spremembo smeri gibanja potnika (z vozilom vred). 